# Queenie Pie
Queenie Pie ist die einzige Oper des amerikanischen Jazzmusikers Duke Ellington, der die Musik und gemeinsam mit Betty McGettigan auch das ursprüngliche Libretto verfasste. Das unvollendete Werk behandelt die Geschichte einer afroamerikanischen Selfmade-Frau namens Queenie Pie. Ellington konzipierte die Oper als Fernsehoper und arbeitete von den 1960er Jahren bis zu seinem Tod im Jahr 1974 an ihr. Eine erste Rekonstruktion des Werks wurde 1986 auf der Opernbühne inszeniert. 2007 stellte der Jazzmusiker Marc Bolin die Oper neu zusammen; die von ihm im Oakland Opera Theater inszenierte Version hatte dann weiterhin Bestand.

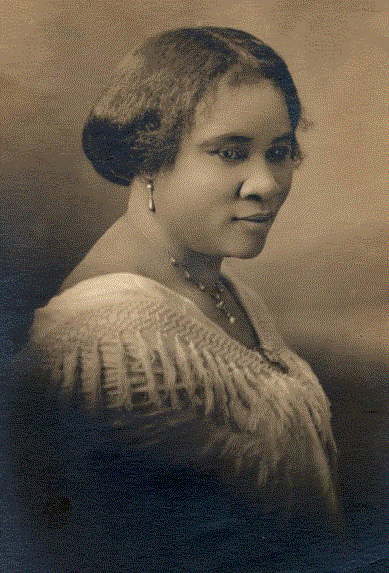
Madame C. J. Walker

## Hintergrund
Die Idee, eine Oper über die Harlemer Kosmetikerin Madam C. J. Walker, eine afroamerikanische Millionärin, zu schreiben, hatte Ellington erstmals in den 1930er Jahren. 1962 begann er mit der Arbeit an einer „Straßenoper“ und erhielt einen Auftrag des New Yorker Fernsehsenders WNET für eine einstündige Oper. Gemeinsam mit Betty McGettigan (1930–2009) erstellte er das Libretto. 1970 beauftragte NET Opera Ellington mit der Fertigstellung der Oper. 1971 stellte er Maurice Peress als Assistent für die Arrangements ein, der hierfür 1972/1973 mit Ellington zusammenarbeitete.
Ellington charakterisierte seine Oper als „opera comique“ und hatte die Idee, seine Fernsehoper mit Werbespots und Nachrichten über Queenies Leben zu „unterbrechen“. Er plante, dass Lena Horne die Hauptrolle singen und er selbst den Erzähler geben sollte. Maurice Peress sollte das Duke Ellington Orchestra dirigieren, das um die Klangfarben der Waldhörner, Harfe und Streicher erweitert werden sollte. Ellington starb allerdings, bevor das Demoband aufgenommen werden konnte.

## Handlung
Die Oper handelt von einer Dreiecksbeziehung zwischen einer afroamerikanischen Kosmetikerin Queenie Pie, die als beste der Stadt gilt, einer hellerhäutigen Frau, Café O’Lay, sowie Queenies Manager und Liebhaber, Holt Faye. Letzterer verliebt sich in O’Lay, die ihn jedoch bei einem Streit erschießt und tötet. Queenie Pie begibt sich daraufhin auf der Suche nach einer magischen Blume auf eine geheimnisvolle Insel, verliebt sich in deren König und wird von einem Schamanen gejagt, bevor sie sich schließlich mit Café O'Lay versöhnt.

## Fertigstellung und Aufführungen
In den frühen 1980er Jahren begannen John A. Williams und der Komponist und Flötist Leslie Burrs mit dem Einverständnis von Mercer Ellington an der Fertigstellung von Queenie Pie zu arbeiten. Das Projekt scheiterte, und die Oper wurde schließlich von anderen Händen vollendet. Maurice Peress beteiligte sich an der Inszenierung von Queenie Pie, die am Broadway 1986/1987 stattfand. George C. Wolf verfasste mit George David Weiss ein Libretto, das auf dem vorhandenen Entwurf basierte. Weitere Aufführungen waren in Philadelphia, in Washington D.C. und in Brooklyn. Das Arrangement von 1986 ging verloren.
Die Oper wurde später anhand des erhaltenen Archivmaterials und weiterer Notizen Ellingtons neu konzipiert und arrangiert und 2008 von Marc Bolin am Oakland Opera Theater inszeniert. Eine hierauf beruhende Produktion der University of Texas mit der Sängerin Carmen Bradford unter der Leitung von Robert de Simone wurde 2010 auf Tonträger veröffentlicht.
2014 wurde Queenie Pie von der Long Beach Opera und Chicago Opera Theater in einer Bearbeitung aufgeführt, die auf die Rolle des Erzählers verzichtete, das Libretto veränderte und sozialpolitisch schärfer fokussierte. Diese Bearbeitungen offenbaren jedoch der Kritik nach die strukturellen dramaturgischen Schwächen von Queenie Pie und lassen die dem Libretto fehlende dramatische Bündelung auseinanderfallen. Trotz teilweise großartiger Musik wirke es eher wie eine Nummernrevue als wie ein Werk des Musiktheaters.